# Mauro Montagnoli
Mauro Montagnoli, C.S.S. (Ouro Fino, 4 de julho de 1945) é um padre estigmatino e bispo católico brasileiro. É o atual bispo emérito de Ilhéus.

## Biografia
Fez a profissão religiosa no dia 9 de dezembro de 1964 e foi ordenado sacerdote no dia 24 de janeiro de 1971. Foi nomeado bispo por João Paulo II no dia 20 de dezembro de 1995 e recebeu a ordenação episcopal no dia 24 de fevereiro de 1996 em Ouro Fino.
Na Conferência Nacional dos Bispos do Brasil, foi membro da Comissão Episcopal Pastoral, responsável pelo Setor Leigos, Pastoral da Juventude e Comunidades Eclesiais de Base (1999 a 2003), membro do Conselho Episcopal Pastoral e presidente da Comissão para o Laicato (2003 a 2007). No Conselho Episcopal Latino-Americano, foi membro da Comissão Episcopal do Departamento de Leigos (1999) e presidente do Departamento de Leigos (2000 a 2003).[carece de fontes?]